# Etrépigny

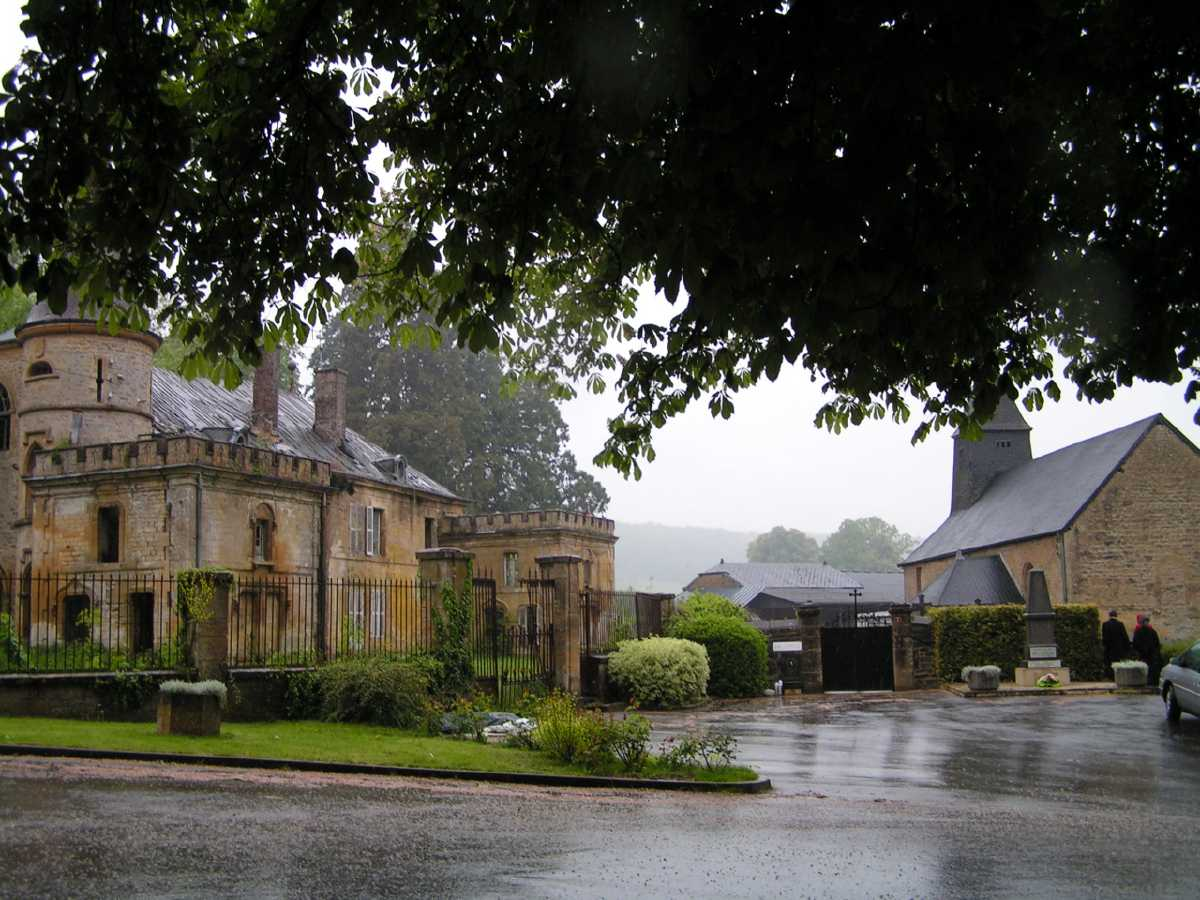
Étrépigny, l'église et le château

Etrépigny – miejscowość i gmina we Francji, w regionie Grand Est, w departamencie Ardeny.
W latach 1689-1729 księdzem proboszczem parafii w Étrépigny był ateista Jean Meslier.
Według danych na rok 1990 gminę zamieszkiwało 217 osób, a gęstość zaludnienia wynosiła 51 osób/km².